# Držkov
Držkov är en ort i Tjeckien. Den ligger i den norra delen av landet, 90 km nordost om huvudstaden Prag. Držkov ligger 506 meter över havet och antalet invånare är 569.
Terrängen runt Držkov är huvudsakligen kuperad, men den allra närmaste omgivningen är platt.Runt Držkov är det ganska tätbefolkat, med 65 invånare per kvadratkilometer. Närmaste större samhälle är Liberec, 19,5 km nordväst om Držkov. I omgivningarna runt Držkov växer i huvudsak blandskog.